# Ширай, Степан Михайлович
Степа́н Миха́йлович Ширай (1761, Стародубский уезд — 1 [13] августа 1841, Стародубский уезд, Черниговская губерния) — генерал-майор, черниговский губернский предводитель дворянства.

## Биография
Родился в семье Стародубского поветового маршала дворянства, происходившего из старинной и богатой малороссийской фамилии. Его прадед, Спиридон Яковлевич Ширай (ум. 1709), родом из Погара, богатый стародубский купец, вёл значительный торг (в основном пенькой) с Ригой и Архангельском. В течение почти тридцати лет (1681—1708) с небольшими перерывами он был стародубским войтом — высшим представителем городской власти в этом крупнейшем торговом центре Гетманщины. Его дед, бунчуковый товарищ Стародубского полка Степан Спиридонов Ширай по грамоте Петра I Алексеевича от 17 ноября 1708 года был пожалован населёнными имениями в сёлах Гритве, Будище и Напавне. Дворянский род Ширай внесен в 4-ю часть родословной книги Черниговской губернии «Иностранные дворянские роды».
10 мая 1771 года (в возрасте десяти лет) вступил в военную службу бунчуковым товарищем, а 20 октября 1780 года перешел в статскую, с чином коллежского асессора. 7 апреля 1785 года был определён в чине премьер-майора в Стародубский полк, откуда переведен в Малороссийский гренадерский. В 1787 году участвовал в военных действиях в Польше, а в следующем — в Молдавии, находясь в передовом корпусе.
В русско-турецкую войну 1787—1791 годов был в сражениях при Кутне (20 июля) и при взятии Фокшан, будучи в составе войск, штурмовавших ретраншемент и каменный монастырь. В том же году находился в сражениях при Тиргонуколе, Кренгумейлоре и на «генеральной баталии» при Рымнике. Отличившийся при взятии одной из турецких крепостей, он был послан А. В. Суворовым с донесением о победе к императрице Екатерине, которая собственноручно наградила его орденом св. Владимира 4-й степени.
31 марта 1790 года переведён был с чином подполковника в Конно-Гренадерский военного ордена полк, с которым снова участвовал в военных действиях против турок. 11 декабря этого же года участвовал в штурме крепости Измаил, где отличился. В декабре следующего 1791 года при заключении мирного договора с турками был послан с поздравительным письмом по этому поводу в крепость Шумлу к великому визирю Коджа Юсуф-паше.
Во вновь приобретенной Российской империей Очаковской земле между Бугом и Днестром, в долине реки Большой Куяльник получил надел земли в 9 тысяч десятин. Там им была заселена деревня Новопетровка, переименованная затем в его честь Степановкой. Во второй половине XIX века потомки С. Ширая переименовали деревню в Ширяево. Сегодня Ширяево — районный центр Одесской области.
По возвращении в феврале 1792 года в Петербург пожалован в полковники, а в июле того же года принимал участие в русско-польской войне и победных сражениях при местечках Люборе и Дубенке. Переведённый сперва во Владимирский драгунский полк, 4 сентября 1792 года определён был в Стародубовский кирасирский полк, в котором продолжал службу до 11 сентября 1797 года, когда получил чин генерал-майора с назначением шефом Рижского кирасирского полка. Через год, 16 октября 1798 года, был исключён императором Павлом из службы за беспорядки, случившиеся в его полку.
Выйдя в отставку, поселился в родовом имении Солова, находившемся в Стародубском уезде Черниговской губернии, в которой (а также и в других владениях) у него было около двух тысяч душ крестьян.
В январе 1801 года женился на пятнадцатилетней Ульяне (Юлиане) Петровне, дочери бывшего губернского предводителя Новгород-Северского дворянства Петра Ивановича Бороздны и Ирины Антоновны Жоравки. Супруги проживали в селе Солове Стародубского уезда. В 1802 году родился их первенец Михаил. Затем в семье родились две дочери: Мария (1804) и Анастасия (1807), и сын Александр (1818).
В 1818 году он был избран на должность губернского предводителя дворянства Черниговской губернии, в которой оставался до 1829 года.
В 1839 году в селе Солове умерла его жена Ульяна Петровна. Скончался 1 августа 1841 года.

## Источник
- Ширай, Степан Михайлович // Русский биографический словарь: В 25 т. / под наблюдением А. А. Половцова. 1896—1918.